# Clube Desportivo Santa Clara
El Clube Desportivo Santa Clara és un club de futbol portuguès de la ciutat de Ponta Delgada, Açores.

## Història
El Clube Desportivo Santa Clara va ser fundat el 12 de maig de 1927. És l'únic equip de les Açores que ha participat mai a la primera divisió portuguesa. El club es va classificar una vegada per a la Copa Intertoto de la UEFA el 2002.
El club és conegut per la seva estreta connexió amb l'SL Benfica, amb el qual compartia fins fa poc el mateix escut. A més, el club va disputar un partit com a darrer rival oficial del Benfica a l'antic Estádio da Luz, abans que no es construís el nou estadi per a l'Eurocopa 2004, que va tenir la seu Portugal.
Entre els jugadors més coneguts del club hi ha Paulo Figueiredo, Idrissa Keita, Jorge Ribeiro i Pauleta, natural de les Açores.
Fins a l'any 2003 havia jugat tres cops a la primera divisió portuguesa, però el 2018, quinze anys després, el Santa Clara tornava a ascendir a primera divisió. En la seva tornada al màxim nivell portuguès, van aconseguir la millor classificació de la seva història: 10è amb 41 punts.

## Palmarès
- Segona divisió portuguesa de futbol: 
  - 2000-01
- Tercera divisió portuguesa de futbol: 
  - 1997-98